# Mitsumi Shimizu
Mitsumi Shimizu (清水 光美?, Shimizu Mitsumi; Nagano, 16 marzo 1888 – 5 maggio 1971) è stato un ammiraglio giapponese, attivo durante la seconda guerra mondiale.
Entrato nel novembre 1908 nella Marina imperiale giapponese, si specializzò in guerra silurante e tra 1913 e 1920, in due tempi, attese ai corsi del Collegio navale e vi si diplomò, ottenendo il grado di capitano di corvetta. Professionale e intelligente, nel corso degli anni venti servì più in compiti amministrativi e burocratici che non in mare; lavorò anche nello stato maggiore della Flotta combinata e nel Distretto navale di Sasebo. Tra 1929 e 1930 effettuò un viaggio in Europa e Stati Uniti, divenendo nel frattempo capitano di vascello; dopo una mansione presso il Ministero della marina, divenne nel maggio 1931 comandante dell'incrociatore leggero Tama e nell'aprile 1934 della nave da battaglia Ise. La seconda metà degli anni trenta lo vide per la gran parte alla testa dell'Ufficio personale come contrammiraglio, mentre alla fine del decennio comandò due divisioni di incrociatori pesanti. Alla fine del 1939 divenne viceammiraglio e nel giugno successivo comandante della Flotta d'addestramento; poi, dopo alcuni mesi di servizio nelle acque cinesi, fu messo a capo della 6ª Flotta nel luglio 1941 e, di conseguenza, fu coinvolto nell'attacco di Pearl Harbor: nonostante le sue ottime qualità, egli non era pratico di guerra sottomarina e seguì alla lettera la dottrina operativa giapponese dell'epoca. I suoi battelli raccolsero successi assai modesti e l'impiego di sommergibili tascabili fu fallimentare. Dal marzo al luglio 1942 rimase in disparte, quindi divenne comandante della 1ª Flotta che, tuttavia, non fu mai gettata in battaglia. Nel febbraio 1944 fu posto a riposo e non ebbe più parte nel conflitto. Si spense in età avanzata nel maggio 1971.

## Biografia

### La carriera iniziale
Mitsumi Shimizu nacque nella prefettura di Nagano il 16 marzo 1888. In giovane età s'iscrisse all'Accademia navale di Etajima, studiò nella 36ª classe e si diplomò il 21 novembre 1908, ventiquattresimo su 191 allievi; ottenne il brevetto di aspirante guardiamarina e fu imbarcato sull'incrociatore protetto Soya, nave di preda bellica russa: su questa unità fece la sua crociera d'addestramento. Il 2 agosto 1909, rientrato in patria, fu trasferito sulla nave da battaglia Katori e il 1º dicembre 1909 passò a bordo dell'incrociatore protetto Hashidate; il 15 gennaio 1910 fu poi promosso guardiamarina. Poco dopo, il 1º marzo, fu riassegnato all'incrociatore da battaglia Ikoma e già il 27 giugno trasbordò sulla nave da battaglia di preda bellica russa Sagami. Il 4 agosto 1911, tornato a terra, cominciò la frequentazione del Corso base alla Scuola di artiglieria navale e il 1º dicembre, appena prima di completarlo, fu nominato sottotenente di vascello; il 20 dicembre intraprese dunque il Corso base alla Scuola siluristi, che concluse con pari successo e dopo il quale fu assegnato all'equipaggio della torpediniera Ariake (24 aprile 1912). Il 1º dicembre 1913 fu incluso nel Corpo marinai dipendente da Yokosuka, importante base della marina imperiale, e un anno più tardi ricevette la promozione a tenente di vascello: iniziò, infine, il Corso B al Collegio navale di Tokyo, la prestigiosa istituzione che si occupava di formare competenti ufficiali di stato maggiore. Studiò nella 18ª classe e nel maggio 1915 terminò il corso, quindi il 26 dello stesso mese cominciò il Corso avanzato alla Scuola siluristi, che completò in circa cinque mesi. Il 13 dicembre fu assegnato allo stato maggiore della 2ª Divisione corazzate in qualità di assistente; dopo un anno circa di tale esperienza sul campo, il 1º dicembre 1916 passò allo stato maggiore della 3ª Flotta come membro effettivo, per poi ricoprire anche qui la veste di assistente per breve tempo (prima metà del dicembre 1917). In virtù della sua acuta intelligenza e dell'indiscutibile talento, fu infatti nominato istruttore presso la Scuola siluristi e anche responsabile di uno dei reparti addestrativi. Il 1º dicembre 1918 lasciò questo incarico per attendere al Corso A del Collegio navale, percorso di formazione che lo tenne impegnato per due anni.

### Gli anni venti e trenta
Il 1º dicembre 1920 Shimizu si diplomò al Collegio navale, ricevette la promozione a capitano di corvetta e fu subito integrato nello stato maggiore della 1ª Flotta, riunente il naviglio da battaglia più potente e moderno a disposizione della marina nipponica; dal 1º maggio 1921 fece inoltre parte dello stato maggiore della Flotta Combinata, il comando superiore che coordinava più flotte in alto mare. Un anno esatto più tardi riprese il proprio ruolo di istruttore, cui seguì dal 1º dicembre 1923 l'integrazione nello stato maggiore del Comando scuole, dipendente dal Ministero della marina. Il crescendo di queste mansioni burocratiche, amministrative od organizzative resero noto Shimizu come ufficiale assai preparato e ingegnoso, apprezzato negli ambienti della marina. Il 1º dicembre 1925, appena portato al grado di capitano di fregata, fu nuovamente destinato al servizio in mare e divenne vicecomandante della nave appoggio sommergibili Jingei, sulla quale rimase un anno arricchendo le proprie conoscenze; il 1º dicembre 1926 venne dunque trasferito allo stato maggiore del 3º Distretto navale, con quartier generale a Sasebo, dove lavorò a lungo. Il 1º febbraio 1929 tornò a disposizione dello stato maggiore generale, che il 15 lo informò della sua assegnazione a un viaggio in Europa e Stati Uniti: egli partì subito dopo e studiò in istituti stranieri, imparando la lingua inglese; il 30 novembre fu reso edotto dell'avvenuta nomina a capitano di vascello.
Il 30 gennaio 1930 Shimizu ebbe l'ordine di rientro e sino al 5 febbraio rimase a disposizione dei massimi comandi della marina, poi fu messo a capo della sezione numero 2 dell'Ufficio Affari navali dipendente dal Ministero. Il 1º maggio 1931 fu investito del suo primo comando, l'incrociatore leggero Tama, che tenne per alcuni mesi; il 14 novembre fu comunque richiamato per detenere un ennesimo posto di alta responsabilità nei gangli vitali della macchina amministrativa: fu nominato capo della sezione numero 1 operante in seno all'Ufficio personale (1º dicembre). Il 1º aprile 1934 lasciò il lungamente tenuto incarico e, dopo un periodo di ridotta attività, fu nominato comandante della nave da battaglia Ise il 1º novembre dello stesso anno: rimase alla testa della corazzata anche durante la ricostruzione, operata per gran parte del 1935. Il 31 ottobre 1935 cedette il comando al suo successore e divenne capo di stato maggiore del 3º Distretto navale; circa un mese più tardi, il 15 novembre, fu promosso contrammiraglio. Il 16 novembre 1936 concluse il suo incarico e per qualche settimana rimase a disposizione dello stato maggiore generale, che il 1º dicembre gli affidò il posto di direttore dell'Ufficio personale. Solo due anni dopo, a partire dal 15 dicembre 1938, Shimizu poté tornare a esercitare comandi in mare: dapprima alla testa della 7ª Divisione incrociatori (Mogami, Mikuma, Kumano, Suzuya), poi della 6ª Divisione incrociatori (Furutaka, Kako, Aoba, Kinugasa) dal 20 maggio 1939. Con entrambe completò crociere di guerra o di pattugliamento nelle acque del Mar Cinese Orientale e del Mar Cinese Meridionale

### La seconda guerra mondiale
Il 15 novembre 1939 Shimizu fu portato al rango di viceammiraglio e rimase in attesa di incarichi per diversi mesi, dopo aver lasciato la testa della 6ª Divisione incrociatori. Solo il 1º giugno 1940 ebbe un nuovo comando, quello della Flotta d'addestramento, periodicamente riunita per le esercitazioni globali della marina. Il 30 settembre fu poi nominato comandante della 3ª Flotta di spedizione cinese, parte della più ampia Flotta dell'area cinese: si trattava di una formazione comprendente naviglio logistico, leggero e silurante più reparti di fanteria di marina, demandata a operare lungo le coste occupate. Il 5 luglio 1941, mentre le relazioni tra Impero giapponese e Stati Uniti si facevano sempre più tese, Shimizu tornò a disposizione dello stato maggiore generale, che il 21 lo mise al comando della 6ª Flotta di sommergibili. Questa scelta appare curiosa perché, nonostante le comprovate professionalità e raziocinio, Shimizu non aveva quasi nessuna esperienza circa i battelli e la guerra sottomarina. Egli, comunque, alzò le proprie insegne sull'incrociatore leggero Katori (nella marina imperiale tale tipo di nave era adibito al compito di conduttore di flottiglie di cacciatorpediniere o sommergibili) ed ebbe a sua disposizione la 1º, 2º e 3º Squadriglia, riunenti i battelli tra i più moderni allora disponibili in Giappone, capaci di operare sulle lunghe distanze oceaniche. Il nuovo incarico coinvolse Shimizu nella pianificazione ed esecuzione dell'attacco di Pearl Harbor: egli ebbe diversi obiettivi da adempiere con i suoi trenta sommergibili, di base a Kure e Yokosuka. Lo I-26 e lo I-10 salparono intorno alla metà di novembre per pattugliare, rispettivamente, le isole Aleutine e il settore Samoa-Figi e segnalare eventuali concentramenti nemici; nel frattempo tre altri battelli (I-19, I-21, I-23) precedettero la 1ª Flotta aerea del viceammiraglio Chūichi Nagumo, allo scopo di controllare la rotta di avvicinamento a Pearl Harbor; il grosso (venticinque unità) si spostò a Kwajalein nelle isole Marshall, fece rifornimento e partì con il compito di esplorare le acque delle isole Hawaii e, in seguito, di contribuire all'attacco silurando eventuali navi statunitensi in fuga. Cinque di questi sommergibili (I-16, I-18, I-20, I-22, I-24) furono inoltre modificati per trasportare e sganciare in prossimità della base americana altrettanti sommergibili tascabili classe Ko-hyoteki. L'attacco richiedeva la massima segretezza ma, durante il trasferimento dal Giappone alle Marshall, Shimizu non rispettò il rigido silenzio radio impostogli e inviò ripetutamente comunicazioni allo stato maggiore; addirittura continuò a comunicare con i propri sommergibili nei giorni immediatamente precedenti il 7 dicembre. Le sue trasmissioni furono captate e decodificate dai servizi d'informazione della United States Pacific Fleet, rischiando di compromettere l'intera operazione, tuttavia lo stato di generale rilassatezza nelle forze armate americane fece sì che le trascrizioni non pervenissero mai al viceammiraglio Husband Kimmel.
Se le azioni di ricognizione si conclusero positivamente, l'attacco sussidiario a Pearl Harbor, da cui Shimizu e gli alti comandi della marina si aspettavano grandi successi, fu un fiasco completo: dei cinque sommergibili tascabili, uno fu affondato dall'azione congiunta del cacciatorpediniere USS Ward e di un idrovolante Consolidated PBY Catalina nelle prime ore del 7 dicembre, uno fu distrutto nel corso dell'attacco aereo e un terzo, arenatosi vicino all'Isola Ford, fu bersagliato da un altro cacciatorpediniere e infine catturato. Gli ultimi due, molto probabilmente, affondarono per guasti meccanici prima ancora di penetrare nella rada. Neppure i grandi battelli oceanici raccolsero risultati sensazionali; uno fu distrutto e solo cinque, spintisi al largo della California e dell'Oregon, riuscirono a colare a picco qualche mercantile. Subito dopo, nei primi mesi di guerra, Shimizu ridislocò le sue forze nel Pacifico occidentale e, in ottemperanza alla dottrina allora vigente nella marina imperiale, dispose i sommergibili vicino ai porti degli Alleati e ordinò di privilegiare obiettivi militari: questa tattica si dimostrò poco remunerativa e causa di alcune perdite. Mentre le forze armate nipponiche dilagavano nel Sud-est asiatico e nel Pacifico centrale, tre Task force statunitensi lanciarono alcuni raid sulle posizioni più orientali e il 1º febbraio 1942 fu colpito l'atollo di Kwajalein: Shimizu subì alcune ferite leggere e un paio di sommergibili, compreso lo I-25, ebbero danni superficiali.

### Ultimi anni e decesso
Shimizu fu comunque capace di mantenere il comando e continuò a coordinare le azioni della 6ª Flotta sino al 16 marzo, data alla quale fu rimpiazzato dal pari grado Teruhisa Komatsu. Per i successivi quattro mesi non ebbe alcun incarico e rimase in patria; solo il 14 luglio fu nominato comandante della 1ª Flotta, squadra dal notevole potenziale ma che lo stato maggiore e la Flotta combinata non intesero impegnare in prima linea, volendo conservare a ogni costo le corazzate: per ironia della sorte, la Mutsu saltò in aria ad Hashirajima l'8 giugno 1943, quasi sicuramente per un errato stoccaggio delle munizioni, e Shimizu assistette di persona all'esplosione dal ponte dell'ammiraglia Nagato. Il 20 ottobre 1943 egli lasciò il comando e rimase a disposizione dello stato maggiore, ma non ebbe più alcun ruolo e il 21 febbraio 1944 fu collocato a riposo nella riserva ufficiali. Shimizu non ebbe più parte attiva nel conflitto e nell'aprile 1944 divenne presidente di una società non meglio specificata. In seguito alla resa del Giappone e alla conclusione della seconda guerra mondiale, Shimizu si ritirò a vita privata. Nel corso dell'occupazione statunitense fu contattato dallo storico Gordon William Prange e accettò di parlare con lui del suo mandato come comandante della 6ª Flotta; gli concesse inoltre di visionare le sue carte e di citare brani o passaggi ritenuti significativi dal giovane studioso. Si incontrarono nuovamente nel biennio 1964-1965, quando Prange aveva ormai un'affermata carriera accademica. Mitsumi Shimizu morì il 5 maggio 1971, all'età di 83 anni.